# ツクダオリジナル
株式会社ツクダオリジナルは、かつて存在した日本の玩具メーカーである。
ツクダグループの内の1社であり、本社は母体の株式会社ツクダと同じく、東京都台東区橋場一丁目36番10号に所在した自社ビル（ツクダグループビル）内にあった。
本稿ではツクダグループについても記述する。

## 概要
1974年に「株式会社ツクダ」の製造部門が独立し、東京都台東区に設立された。オセロやルービックキューブ、スライムなどのロングセラー商品を抱えていた。そのほかに、エアー圧縮型水鉄砲「エアーウォーターガン」シリーズやシャボン玉遊びができるワンダーシャボン、ままごと遊び商品など男児・女児向けのホビー分野の商品を販売していた。　
株式会社ツクダの経営不振からツクダグループを離れ、幾度かの社名変更や吸収合併を経て、現在はバンダイナムコグループのメガハウスの一事業部に引き継がれている。

## 沿革
- 1973年 - 株式会社ツクダがオセロを発売。累計2千万個販売。
- 1974年 - 製造部門を独立させ、株式会社ツクダオリジナルを設立。創業者は佃光雄、資本金500万円。
- 1977年 - オセロ世界大会を開催。
- 1978年 - スライムが累計1200万個販売の大ヒット商品となる。
- 1980年 - 世界でヒットしたルービックキューブを発売。累計800万個販売。
- 1981年 - 東京都台東区のツクダグループビル内に「日本玩具資料館」を開設（2004年に閉館）。
- 1983年 - セガのSC・SGシリーズ互換機「オセロマルチビジョン」を発売。
- 1991年 - 「ファーストママ」シリーズ、「エアーウォーターガン」シリーズを発売。
- 1994年 ‐ 「バトルドーム」発売。
- 2001年 - 二足歩行ロボット「PINO」、ワンダーシャボンを発売。
- 2002年7月16日 - ツクダの経営不振を受け、同グループから離脱し、バンダイの完全子会社になる。のちツクダは2003年4月3日、民事再生手続開始を申し立て倒産。会社は清算された。
- 2003年3月31日 - ツクダオリジナル出身の玩具メーカーの和久井威が創業した株式会社ワクイコーポレーションからの営業譲渡を受け、商号を「株式会社パルボックス」に変更。
  - 以後の沿革は「パルボックス」及び「メガハウス」の項を参照。

## その後
元社長の佃義範は2011年に無機ELメーカーである東方EL電子工業株式会社を創業し、代表取締役社長に就任した。ただし、ホームページは2022年には消滅しており、以後の動向は不明である。

## 主な製品
- オセロ
- PINO DX
- ブレインバトル
- エアーウォーターガン
- ファーストママシリーズ
- スライム
- ギャック
- およげゆ太郎
- オセロマルチビジョン
- くるくる回転寿司ごっこ
- シーモンキー
- スマートボール
- 速球王
- チクタクパニック
- パワーシューター
- マミーポコちゃん
- ワンダーシャボン
- BANKENガオガオ
- マジックスネーク
- アンバランス
- アメリカン・バトルドーム
- ドラえもんバトルドーム
- ルービックキューブ
- ミルクモウモウ
- キャベッジパッチキッズ（英語版）
- 実践野球が楽しめる！ダイヤモンド・ベースボール（ノーバッテリー・アクションゲーム）1976年 絵柄は巨人対阪神と巨人対広島があり基台も左右2つタイプと全体1つタイプの複数のバージョンありでパッケージも異なるバージョンあり・エポック社も酷似するゲームを販売していたがどちらが先に販売していたかは不明

他。

## ツクダグループ
- ツクダ
  - 玩具の卸販売を行う専門問屋。1935年に創業された「ツクダ屋商店」が源流で、1950年に「株式会社ツクダヤ」として法人化される。その後、「ツクダ」へ社名を変更するが、2003年に倒産。
- ツクダオリジナル
  - 本項にて取り上げている企業。かつてのツクダ製造部門。
- ツクダアイデアル
  - ツクダグループがフィギュアモデル市場に新規参入する際、設立した企業[要出典]。『センチメンタルグラフティ』や『同級生シリーズ』などのギャルゲーやアダルトゲームのヒロインフィギュアを多く手掛けていた。
- ツクダホビー
  - ボードゲーム・プラモデル・フィギュアなどを販売。2002年度末に倒産し、事業はツクダに吸収され、後に清算された。本社は、本項のツクダオリジナルと同じく、東京都台東区橋場に所在したが後に同区元浅草へ移転。
- ツクダシナジー
  - マルチメディアコンテンツの制作会社として知られたシナジー幾何学との合弁で1997年に設立されたソフトウェア卸で、海外のPCゲームの日本語版販売を手掛けた。設立時点で既に経営不振だったシナジー幾何学は1998年に倒産。後を引き継いだツクダも経営不振で、同業者との商戦も熾烈だったことから早々に業績が悪化し、2002年に倒産。かつては、エンターブレイン刊のパソコン情報誌『テックウィン』のPCゲーム業界の最新情報コーナーに数ヶ月間連載していた。本社は、ツクダオリジナルと同所にあった時期があるが倒産時には台東区内の別の地区へ移転。
- 日本玩具資料館
  - 日本で昭和初期以降に製造された玩具や、アメリカなどへの輸出向け玩具を収蔵していた。2004年に閉館し、収蔵品はバンダイミュージアムに引き継がれた。